# Ян ван Стен
Ян Петер ван Стен (нід. Jan Pieter Van Steen, 2 червня 1929, Віллеброк — 28 лютого 2013, там само) — бельгійський футболіст, що грав на позиції півзахисника, зокрема, за клуб «Андерлехт», а також національну збірну Бельгії.
Триразовий чемпіон Бельгії. 

## Клубна кар'єра
У футболі дебютував 1949 року виступами за команду «Віллеброк-Меєргоф», в якій провів один сезон. 
Своєю грою за цю команду привернув увагу представників тренерського штабу клубу «Андерлехт», до складу якого приєднався 1950 року. Відіграв за команду з Андерлехта наступні п'ять сезонів своєї ігрової кар'єри. За цей час тричі виборював титул чемпіона Бельгії.
Завершив професійну ігрову кар'єру у клубі «Сінт-Юзеф Лондерзель». Прийшов до команди 1960 року, захищав її кольори до припинення виступів на професійному рівні у 1961.

## Виступи за збірну
1951 року дебютував в офіційних матчах у складі національної збірної Бельгії. Протягом кар'єри у національній команді провів у її формі 5 матчів, забивши 1 гол.
Був присутній в заявці збірної на чемпіонаті світу 1954 року у Швейцарії, але на поле не виходив.
Помер 28 лютого 2013 року на 84-му році життя.

## Титули і досягнення
- Чемпіон Бельгії (3):

«Андерлехт»: 1950—1951, 1953—1954, 1954—1955